# George Nussbaumer
George Nussbaumer (1963) é cantor austríaco. Ele vive em Alberschwende. É cego desde o seu nascimento. Ele é conhecido pela sua voz como a "voz de negro da Áustria".
George Nussbaumer geralmente acompanha se em piano ou cantando junto com Bernie Weber e Markus Kreil. Ele também está envolvido no Projecto Randy Newman.

## Carreira
Aos 16 anos, começou tocando em uma banda chamada "The Asphalt Company Blues ", em Londres. Aos 18 anos mudou-se para Viena, onde treinou como um terapeuta da massagem .
Em 1980, participou de uma competição Nussbaumer, que colocou como o primeiro prêmio na produção de um único na sua própria opinião. Ele venceu a competição, os organizadores queriam saber.
Desde 1988 que Nussbaumer atua como um "músico profissional".
Em 1992, ele trouxe com a ajuda de patrocinadores em nossa própria produção, o seu primeiro álbum chamado Voices ao vivo. Após o grande sucesso do primeiro álbum, lançou em 1993 um segundo álbum chamado You Know What I Mean?.
Em 1996, ele representou a Áustria Festival Eurovisão da Canção 1996, onde cantou o tema "Weil's dr guat got" que terminou em 10.º lugar, tornando-se uma celebridade internacional. Foi assim o primeiro homem cego no Festival Eurovisão da Canção, também com uma canção num dialeto alemão da região de Voralberg.

## Discografia

### Singles
Singles
Weil's dr guat got
AT: 36 - 09.06.1996 - 1 Wo.
- 1984 Love Me Pretty Woman
- 1996 Weil's dr guat got

### Álbuns
- 1992 Voices Live
- 1993 You Know What I Mean?
- 1996 Crazy But I Do
- 1999 The Love Within
- 2003 Homegrown - Nussbaumer Weber Kreil
- 2004 The Alwyn Sessions - Nussbaumer Weber Kreil
- 2009 Offroader